# Veda Hille

Veda Hille Porträt im Oktober 2005

Veda Hille (* 11. August 1968 in Vancouver) ist eine kanadische Singer-Songwriterin im Spannungsfeld zwischen Popmusik, Klassik, Folk und Jazz.

## Leben
Sie begann das Klavierspielen ganz aus freien Stücken im Alter von sechs Jahren. Zehn Jahre gehörten der Klassik-Tradition, dann interessierte sie sich zunehmend für popmusikalische Einflüsse. In der späten Jugend ging sie zum Jazz-Piano über. Ihre Eltern zogen häufig um. Sie fand ihren ruhenden Pol in selbst praktizierter Musik und Kunst-Interessen. Zum Abschluss ihrer Ausbildung ging sie zur Kunsthochschule, dem Emily Carr College of Art and Design in Vancouver. Sie studierte dort Bildhauerei, Filmkunst und Performance-Aktionskunst und machte ihren Abschluss. Nebenbei jobbte sie als Nachwuchs-Koch. Ihre Laufbahn als Profi-Musikerin nahm 1992 Gestalt an in eigenen Indie-Demo-Cassetten. Darauf waren vornehmlich Eigenkompositionen mit Piano, Gitarre und Gesang, mit denen sie sich erfolgreich für erste Bühnen-Auftritte im Westen Kanadas bewarb. In jenen Jahren probierte sie zudem, ob eine Einbettung als Choreographin und Arrangeurin in die kanadische Modern-Dance-Szene für sie in Frage käme, was sie dann aber nicht weiterverfolgte.
Als 26-Jährige brachte sie 1994 ihr erstes eigenes Album heraus. Seitdem ist ungefähr im Abstand von 18 Monaten jeweils ein neues Album von ihr herausgekommen. Sie stellte 1997 eine eigene Band (Piano, Bass, Gitarre, Schlagzeug) zusammen, mit der sie als eine Art Art-Rock Show vor allem in Kanada, den USA, Deutschland und der Schweiz tourte. Die Besetzung ist seitdem weitgehend gleich geblieben:
- Veda HILLE – Stimme, Piano, Tenor-Gitarre, Casio-Synthesizer
- Martin WALTON – Bass, Bottleneck-Gitarre
- Ford PIER – Gitarre, Orgel, Waldhorn
- Barry MIROCHNICK – Schlagzeug, Singende Säge, Perkussion

## Musik und Texte
Sie ist sowohl als Komponistin, wie als Sängerin und Song-Lyrikerin ausgesprochen exzentrisch und eigenständig. Dennoch werden über sie immer aufs Neue Vergleiche angestellt mit Tori Amos, Joni Mitchell und auch Alanis Morissette und P.J. Harvey.

## Diskografie
- 2016 – Album Love Waves[1]
- 2008 – Album This Riot Life
- 2005 – Album Return of the Kildeer
- 2004 – Album Escape Songs
- 2002 – Live-Album Auditorium (Vancouver East Cultural Centre);
- 2002 – Album Silver
- 2001 – Album Field Study Song-Zyklus für das 25. Vancouver Folk Music Festival
- 1999 – Album You do not live in this world alone
- 1998 – Konzeptalbum Here is a Picture. Songs of Emily Carr
- 1997 – Album Spine
- 1996 – women in (e)motion: Veda Hille
- 1994 – Album Path of a Body
- 1992 – Indie-Tapes Songs of people and buildings